# Eisenbahnunfall von Akkavare
| \| \| 349,2 \| Gällivare \| Gällivare \| \| \| \| \| \| \| \| 123,6 \| Moskosel \| Moskosel \| \| \| \| \| \| \| \| 85,6 \| Akkavare \| Akkavare \| \| \| 82,4 \| Unfallstelle \| Unfallstelle \| \| \| \| Byskeälven \| \| \| \| 81,8 \| Norra Kikkejaur \| Norra Kikkejaur \| \| \| \| Långträskälven \| \| \| \| \| Svärdälven \| \| \| \| 75,6 \| Arvidsjaur \| Arvidsjaur \| |       |                 |                 |
| Abzweig nach links und von links · Bahnhof quer | 349,2 | Gällivare       | Gällivare       |
| |       |                 |                 |
| Bahnhof | 123,6 | Moskosel        | Moskosel        |
| |       |                 |                 |
| Bahnhof | 85,6  | Akkavare        | Akkavare        |
| | 82,4  | Unfallstelle    | Unfallstelle    |
| Brücke über Wasserlauf |       | Byskeälven      | Byskeälven      |
| Blockstelle | 81,8  | Norra Kikkejaur | Norra Kikkejaur |
| Brücke über Wasserlauf |       | Långträskälven  | Långträskälven  |
| Brücke über Wasserlauf |       | Svärdälven      | Svärdälven      |
| Abzweig nach links und von links · Bahnhof quer | 75,6  | Arvidsjaur      | Arvidsjaur      |

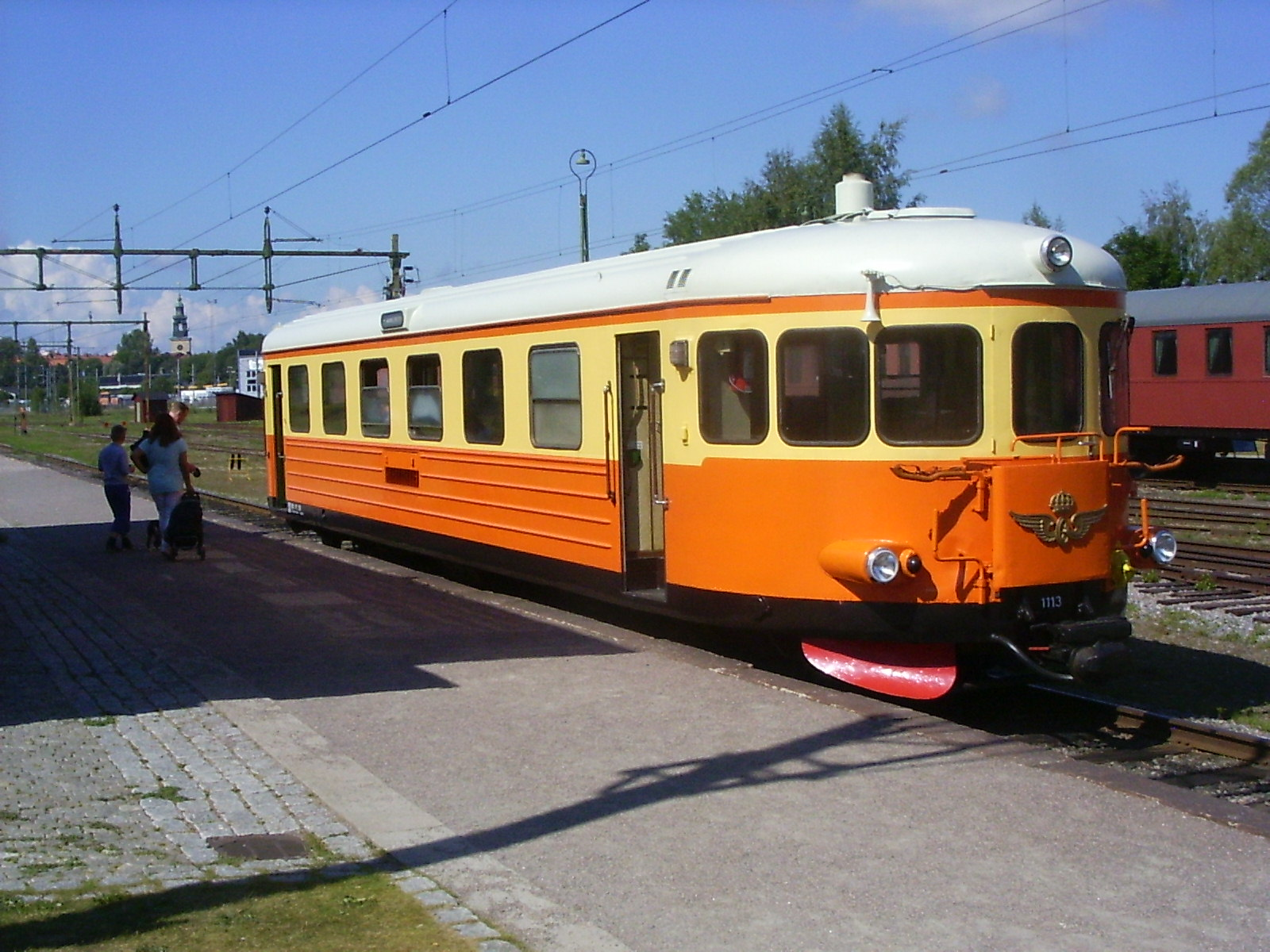
Ein ähnlicher Triebwagen in Gävle

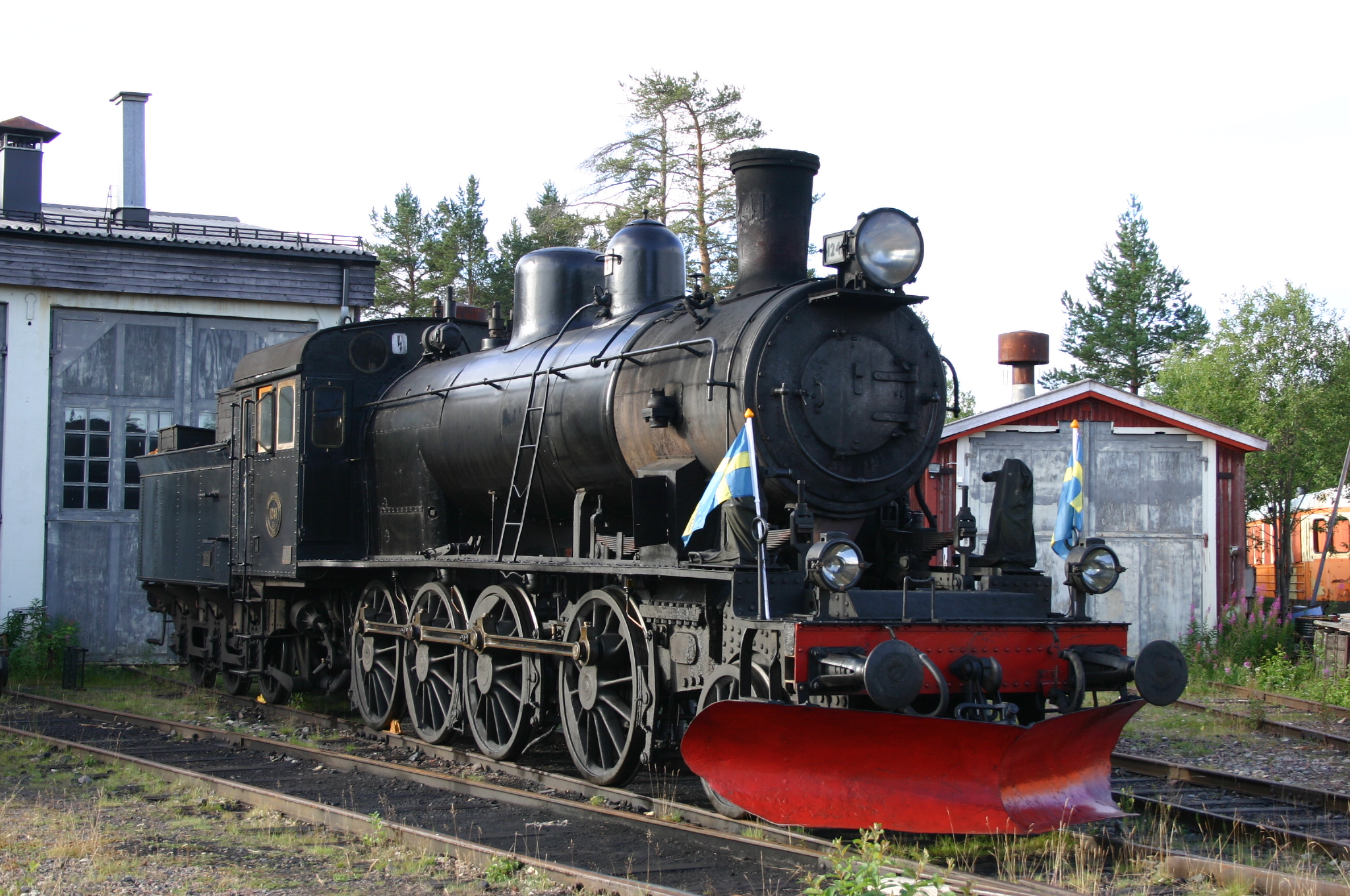
Die E2 1241 in Arvidsjaur 2004

Der Eisenbahnunfall von Akkavare am Mittwoch, den 28. März 1956, war einer der schwersten Eisenbahnunfälle der schwedischen Geschichte. Bei dem Zusammenstoß zweier Züge starben 16 Menschen, weitere 10 wurden verletzt.

## Ausgangslage
Die Inlandsbahn ist eine etwa 1300 Kilometer lange Bahnstrecke von Mittel- nach Nordschweden. Im nördlichen Teil ist die Bahnstrecke nur einfach ausgebaut. Neben einigen Bahnhöfen mit größerer Verkehrsbedeutung gibt es eine Anzahl kleinerer unbesetzter Stationen. Der Bahnhof Akkavare war eine dieser kleinen Stationen in Nordschweden.
Im Fahrplan 1956 kreuzten in Akkavare planmäßig der Personenzug 1041 (ein Triebwagen) und der Güterzug 8524. Am Unfalltag wurde der von Svenska Järnvägsverkstäderna gebaute Schienenbus YBo6 839 eingesetzt, um von Gällivare nach Arvidsjaur als Zug 1041 zu fahren und anschließend als Zug 1044 nach Gällivare zurückzukehren.
Dem Lokalgüterzug war die Dampflokomotive E2 1241 vorgespannt. Der Güterzug verkehrte nicht täglich, sondern nur montags, mittwochs und freitags. Er fuhr ab Arvidsjaur und bediente zahlreiche kleinere Stationen. Am vorhergehenden Montag war der Zug ausgefallen.

## Unfallhergang
Der Triebwagen verließ den Bahnhof Moskosel mit dem vom dortigen Fahrdienstleiter ausgefertigten schriftlichen Befehl nach § 100 der Sicherheitsbestimmungen zur Weiterfahrt auf der Strecke nach Arvidsjaur mit Kreuzung in Akkavare. Der Lokomotivführer vergaß, trotz des schriftlichen Befehls, dass in Akkavare der Lokalgüterzug zu kreuzen war. Er fuhr nach dem Fahrgastwechsel, ohne die Einfahrt des Güterzuges abzuwarten, weiter.
Etwa 3,2 km westlich des Bahnhofes von Akkavare – am Ende einer etwa zwei Kilometer langen Gerade in einer leichten Linkskurve – stieß der Triebwagen gegen 12:30 Uhr mit dem Dampfzug zusammen. Man geht davon aus, dass der Triebwagen mit einer Geschwindigkeit von etwa 70–80 km/h unterwegs war; der Dampfzug deutlich langsamer. Die Dampflokomotive erfasste den Triebwagen und schob ihn wieder 150 m zurück, bis alles zum Stehen kam.

## Folgen
16 Menschen starben, darunter der Lokführer des stark beschädigten Triebwagens, während an der Dampflok nur leichtere Schäden entstanden. Ein Beamter des Güterzuges lief zum nächsten Wohnplatz, der Lundbergssågen an der heutigen Anschlussstelle Norra Kikkejaur, und alarmierte den Fahrdienstleiter in Arvidsjaur. Die Verletzten wurden in das Krankenhaus in Arvidsjaur sowie in das Garnisonskrankenhaus in Boden gebracht.

## Auswirkungen
Die Statens Järnvägar sagten die Jubiläumsfeierlichkeiten zum 100. Jahrestag ihrer Gründung ab.
Die Sicherheitsvorschriften wurden geändert: Der Paragraph 100 (von den Eisenbahnern spöttisch „Dschungelparagraph“ genannt) sah Zugkreuzungen nur noch auf besetzten Bahnhöfen vor. Damit sank die Zahl der Kreuzungsmöglichkeiten auf dem 300 Kilometer langen Nordteil der Inlandsbahn von 26 auf 12. Neben drei damals ständig besetzten Bahnhöfen (Porjus, Jokkmokk und Moskosel) mussten die restlichen bei Bedarf zeitweise mit einem Fahrdienstleiter besetzt werden. 
Der drei Jahre alte Triebwagen wurde in der Hauptwerkstatt Örebro 1956 verschrottet. Die 1915 gebaute Dampflok wurde repariert und versah weiterhin ihren Dienst. 2018 ist sie immer noch betriebsfähig und wird von Arvidsjaurs Järnvägsförening für Sonderfahrten eingesetzt, im Juli und August freitags und samstags (im Wechsel mit anderen Lokomotiven) auf der Strecke Arvidsjaur–Slagnäs.